# Batalla del Monte Ercte
La batalla del Monte Ercte o batalla del Monte Érice incluye una serie de enfrentamientos realizados en el marco de la primera guerra púnica entre las tropas romanas y cartaginesas en el territorio que va desde Palermo a Drépano (actual Trapani).

## Preludio
Palermo fue conquistada por Roma en 254 a. C. y posteriormente defendida contra el contraataque cartaginés en la batalla de Palermo. Drépano había visto en sus costas la victoria de la flota cartaginesa sobre Publio Claudio Pulcro, que intentaba poner sitio a la ciudad de Lilibea.
Roma, además de la derrota de Publio Claudio Pulcro, sufrió en el mismo periodo otro desafortunado naufragio de una gran flota, esta vez comandada por Lucio Junio Pulo.
Después de estos episodios, la guerra entre Roma y Cartago se limitó a cinco años de pequeñas incursiones en territorio enemigo. Roma golpeó en África y Cartago en Sicilia. A pesar de todo, con una flota romana operativa, Cartago fue incapaz de golpear a Roma directamente en la región del Lacio, quizás temerosos de las consecuencias ya que Cartago no pudo obtener un préstamo de 2000 talentos que pidió al rey Ptolomeo II Filadelfo de Egipto.
En este contexto, Lucio Junio Pulo, de vuelta del naufragio en la costa sur de Sicilia, decidió hacer una gran ofensiva. Al menor pretexto atacó y ocupó el monte Érice, tomando también el templo de Afrodita Ericina, en la cumbre.

## Amílcar
En esta situación de estancamiento, Amílcar Barca, padre del general cartaginés Aníbal, fue el encargado de la defensa de las zonas de Sicilia en manos de Cartago. Es significativo que aunque sus acciones no fueron decisivas, Amílcar nunca fue derrotado por las legiones romanas.
Los cartagineses eligieron a Amílcar como jefe de operaciones de la flota. Amílcar realizó varios ataques a Calabria; finalmente escogió el monte Ercte, cercano a Panormo, como centro de operaciones desde donde adoptó una táctica de guerrillas, acosando constantemente a los romanos durante un período de tres años.
Después de este tiempo, se desplazó al monte Érice, atacando a los romanos de la guarnición y ocupando la ciudad del mismo nombre.